# チョウショウバト属
チョウショウバト属 (チョウショウバトぞく、学名 Geopelia ) は、鳥類ハト目ハト科の属である。

## 特徴
東南アジアのマレー地域からオーストラリアにかけて生息し、主に開けた草原のような場所や、背の低い木が多い所にいる。
地面を歩いて落ちている植物の種子を食し、巣は草や小枝などを組み合わせて作る。体毛は茶色で、縞や斑点模様を持つものもいる。

## 系統
イワバト属 Petrophassa・ニジハバト属 Phaps・レンジャクバト Ocyphaps・Geophaps からなる系統に属す。

## 種
- Geopelia cuneata, Diamond Dove, ウスユキバト
- Geopelia striata, Zebra Dove, チョウショウバト
- Geopelia placida, Peaceful Dove, オーストラリアチョウショウバト
- Geopelia maugeus, Barred Dove, スンダチョウショウバト
- Geopelia humeralis, Bar‐shouldered Dove, ベニカノコバト